# Town Yetholm
Town Yetholm är en ort i Storbritannien.   Den ligger i kommunen Scottish Borders och riksdelen Skottland, i den centrala delen av landet, 500 km norr om huvudstaden London. Town Yetholm ligger 122 meter över havet och antalet invånare är 584.
Terrängen runt Town Yetholm är kuperad åt sydost, men åt nordväst är den platt. Runt Town Yetholm är det glesbefolkat, med 18 invånare per kvadratkilometer. Närmaste större samhälle är Kelso, 10,9 km nordväst om Town Yetholm. Trakten runt Town Yetholm består i huvudsak av gräsmarker.